# Gouverneurswahl in New York 1801
Die US-amerikanische Gouverneurswahl in New York von 1801 fand im April 1801 statt, wo der Gouverneur und der Vizegouverneur von New York gewählt wurden.

## Kandidaten
Für die Demokratisch-Republikanische Partei trat George Clinton, der die ersten sechs Gouverneurswahlen gewann, die siebte verlor und bei der achten nicht antrat, zusammen mit Jeremiah Van Rensselaer an. Für die Föderalisten trat Stephen Van Rensselaer mit James Watson an.

## Ergebnis
| Bild   | Kandidat               | Partei                    | Stimmen | Stimmen  |
| Bild   | Kandidat               | Partei                    | Anzahl  | Prozent  |
| ------ | ---------------------- | ------------------------- | ------- | -------- |
|        | George Clinton         | Demokratisch-Republikaner | 24.808  | 54,34 %  |
|        | Stephen Van Rensselaer | Föderalisten              | 20.843  | 45,66 %  |
| Gesamt | Gesamt                 | Gesamt                    | 45.651  | 100,00 % |